# Sebastian Vettel
Sebastian Vettel (phát âm tiếng Đức: [zeˈbasti̯a(ː)n ˈfɛtl̩] ⓘ; sinh ngày 3 tháng 7 năm 1987) là một tay đua người Đức và là nhà vô địch Công thức 1 bốn lần.
Từ năm 2007 đến năm 2022, anh đã tham gia 299 chặng đua trong suốt sự nghiệp Công thức 1 của mình. Anh bắt đầu sự nghiệp Công thức 1 của mình với tư cách là tay đua thay thế Robert Kubica tại giải đua ô tô Công thức 1 Hoa Kỳ 2007. Tại giải đua ô tô Công thức 1 Ý 2008 đầy mưa ướt, anh đã giành được chiến thắng đầu tiên trong sự nghiệp Công thức 1 của mình. Vettel đã ký hợp đồng với đội Red Bull Racing của Áo từ năm 2009 đến 2014. Trong mùa giải 2010, anh là tay đua Công thức 1 người Đức thứ hai sau Michael Schumacher giành chức vô địch Công thức 1. Ngoài ra, anh còn là tay đua trẻ nhất cho đến nay giành chức vô địch trong lịch sử Công thức 1. Anh bảo vệ thành công chức vô địch của mình vào các năm 2011, 2012 và 2013. Vì làm được điều này, anh chính thức trở thành một trong bốn tay đua đã giành được bốn chức vô địch liên tiếp. Tiếp theo đó, anh cũng giành được 53 chiến thắng và 57 vị trí pole. Từ năm 2015 cho đến 2020, anh đua cho đội Scuderia Ferrari của Ý. Từ năm 2021 cho đến năm 2022, Vettel đua cho đội Aston Martin của Anh.
Vào ngày 28 tháng 7 năm 2022, Sebastian Vettel tuyên bố từ giã Công thức 1 vào cuối mùa giải.

## Đầu đời
Vettel sinh ngày 3 tháng 7 năm 1987 tại Heppenheim, Tây Đức. Anh là con của Norbert và Heike Vettel. Anh có một em trai, Fabian, một tay đua, và hai chị gái, Melanie, một kỹ thuật viên nha khoa, và Stefanie, một nhà vật lý trị liệu cho trẻ em khuyết tật.
Vettel đã gợi ý trong một cuộc phỏng vấn rằng anh đã học rất "tồi" ở trường, nhưng anh đã vượt qua Abitur của mình tại trường Starkenburg-Gymnasium ở Heppenheim với số điểm đáng nể.

## Sự nghiệp

### Sự nghiệp tiền Công thức 1 (1995-2007)

#### Đua xe kart (1995-2002)
Vettel đến với môn đua xe thể thao thông qua bố mình là Norbert. Norbert Vettel đã tích cực tham gia đua xe địa hình như một sở thích trong vòng 13 năm và ngoài những thứ khác, ông đã bán chiếc xe đua của mình để con trai mình có thể tham gia đua xe thể thao. Anh nhận được chiếc xe đua kart khi mới 3 tuổi rưỡi và vào dịp Giáng sinh, bố anh đã tặng anh một chiếc xe kart Bambini cỡ 60 cm³. Chiếc xe này cũng là chiếc xe mà anh đã tham gia các cuộc đua xe kart đầu tiên của mình.
Vettel đã hoạt động tích cực trong môn đua xe kart cho đến năm 2002 và giành chức vô địch môn đua xe kart dành cho lứa tuổi thiếu niên châu Âu và Đức vào năm 2001 cùng với nhiều giải khác.

#### Thi đấu trong các giải đua khác nhau và tham gia các buổi tập tại các sự kiện Công thức 1 (2003-2007)
Vettel chính thức bắt đầu sự nghiệp đua xe ô tô bánh hở vào năm 2003. Một năm sau, anh giành chức vô địch tại giải đua ô tô Công thức BMW ADAC 2004 với 18 chiến thắng từ 20 cuộc đua.
Vào năm 2005, Vettel tham gia giải đua ô tô Công thức 3 châu Âu với đội đua ASL Mücke Motorsport. Sau mùa giải này, anh đứng ở vị trí thứ năm trên bảng xếp hạng chung cuộc với 63 điểm và giành được Cúp tân binh. Cũng vào năm này, anh đã lái thử cho đội đua Williams do những thành công của anh ở giải đua ô tô Công thức BMW. Vettel sau đó tiếp tục lái thử cho đội đua Công thức 1 BMW Sauber.
Ngoài ra, Vettel cũng tham gia giải đua ô tô Công thức 3 châu Âu 2006 và đứng ở vị trí á quân. Cũng vào năm 2006, anh đã tham gia giải đua giải đua Công thức Renault 3.5 2006 và về nhất và nhì tại Misano trong hai cuộc đua đầu tiên của mình. Ở chặng đua tiếp theo tại trường đua Spa-Francorchamps, một ngón tay của anh gần như bị đứt lìa do va chạm với các mảnh vụn sau một vụ tai nạn. Vụ va chạm đó khiến anh phải nghỉ thi đấu trong vài tuần. Tuy nhiên, anh đã cố gắng tham gia giải đua Masters of Formula 3 2006 tại trường đua Zandvoort vào cuối tuần sau đó. Tại giải đua này, anh đứng chung cuộc ở vị trí thứ sáu.
Vettel đã thi đấu tại giải đua xe Công thức Renault 3.5 2007 và giành chiến thắng lần đầu tiên tại trường đua Nürburgring. Anh đã dẫn đầu chức vô địch của giải đua này khi được đội đua Công thức 1 BMW Sauber bổ nhiệm làm tay đua chính của đội.

### Sự nghiệp Công thức 1 (2006-2022)

#### Những năm đầu tiên với đội đua Công thức 1 BMW Sauber (2006-2007)

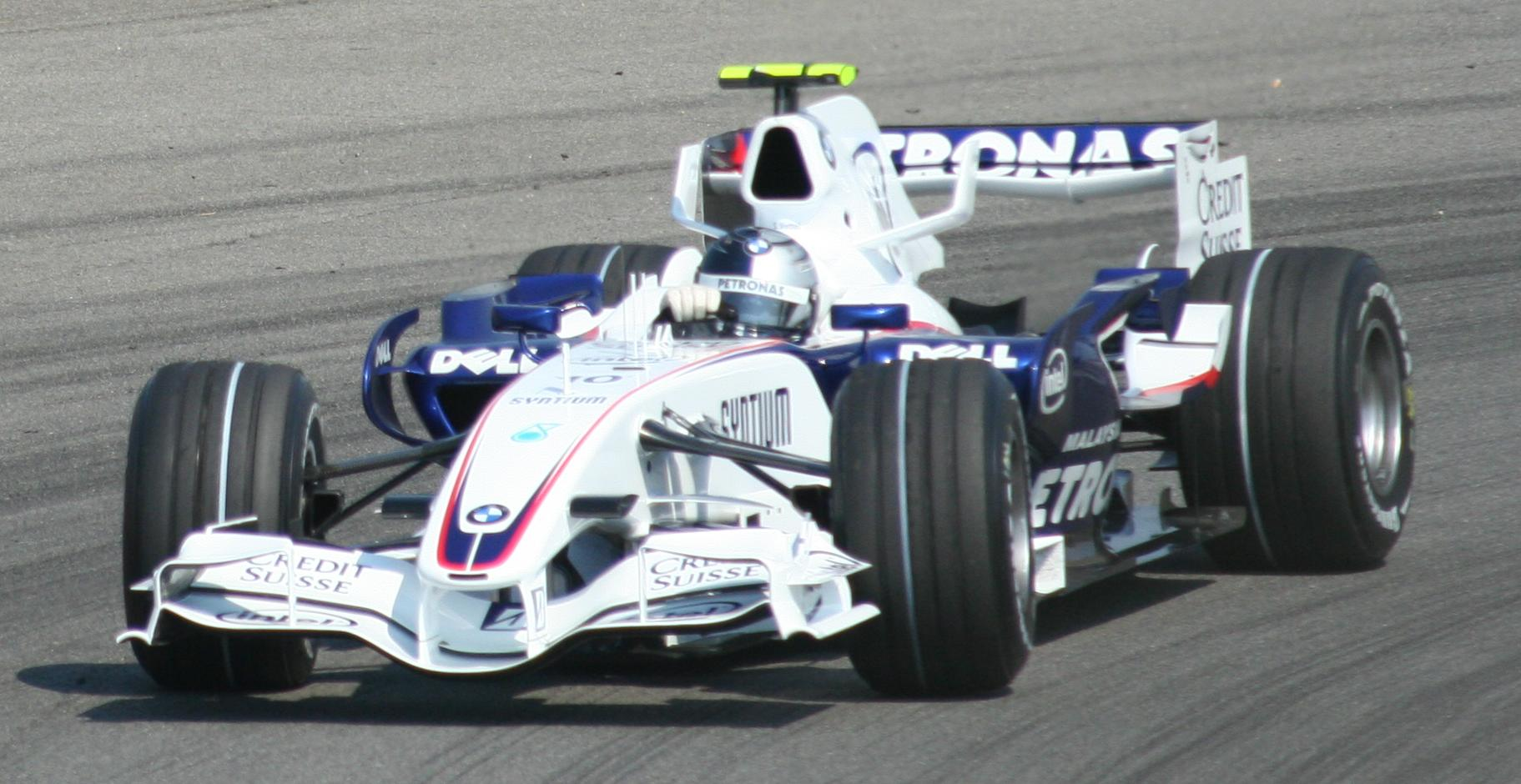
Vettel tại giải đua ô tô Công thức 1 Hoa Kỳ 2007

Vào năm 2006, Vettel được bổ nhiệm làm tay đua thứ ba cho đội đua Công thức 1 BMW Sauber khi cựu tay đua đương nhiệm Robert Kubica thay thế Jacques Villeneuve làm tay đua thứ hai của đội tại giải đua ô tô Công thức 1 Hungary 2006.
Tại giải đua ô tô Công thức 1 Thổ Nhĩ Kỳ, anh được lái thử một chiếc xe đua Công thức 1 lần đầu tiên cho BMW Sauber. Cũng tại buổi lái thử này, Vettel đã lập thời gian nhanh nhất trong buổi tập thứ hai vào thứ Sáu. Ngoài ra, cũng tại chặng đua này, anh trở thành tay đua Công thức 1 trẻ nhất tham gia một sự kiện Công thức 1 cuối tuần với 19 tuổi 53 ngày. Kỷ lục của anh sau này bị Max Verstappen (17 tuổi 3 ngày) phá tại giải đua ô tô Công thức 1 Nhật Bản 2014. Do quá phấn khích, ngay khi lái chiếc xe ra khỏi gara, Vettel đã phạm lỗi chạy quá tốc độ trên làn pit nên anh nhận một án phạt chỉ sau chín giây chạy xe. Đây là án phạt nhanh nhất của một tay đua tính từ khi lần đầu tiên điều khiển một chiếc xe Công thức 1.
Năm 2007, Vettel tiếp tục là tay đua dự bị ở đội đua Công thức 1 BMW Sauber. Do tay đua chính của Sauber là Robert Kubica bị chấn thương sau một vụ tai nạn khủng khiếp tại giải đua ô tô Công thức 1 Canada nên anh là người đua thay tại giải đua ô tô Công thức 1 Hoa Kỳ. Đó cũng chính là chặng đua Công thức 1 chính thức đầu tiên trong sự nghiệp của Vettel. Anh có một màn trình diễn tốt đẹp tại chặng đua này sau khi về đích thứ tám và ghi được điểm lần đầu tiên trong sự nghiệp Công thức 1. Vì vậy, anh cũng trở thành tay đua trẻ nhất ghi điểm trong lịch sử Công thức 1 trước khi kỷ lục của anh bị Verstappen (17 tuổi 180 ngày) phá tại giải đua ô tô Công thức 1 Malaysia 2015. Đó cũng là chặng đua duy nhất của Vettel cho đội đua Công thức 1 BMW Sauber vì anh phải trả lại chỗ đua cho Kubica.

#### Toro Rosso (2007-2008)

##### 2007: Mùa giải đầu tiên với Scuderia Toro Rosso

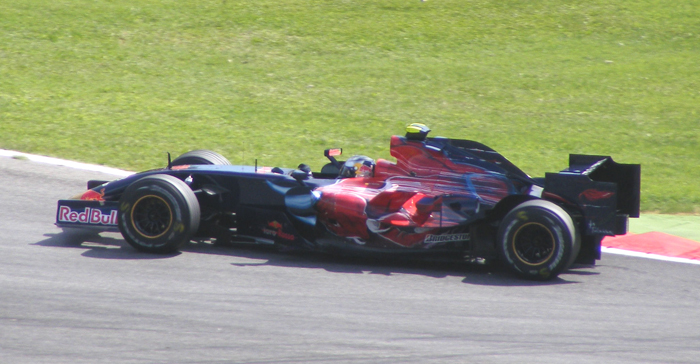
Vettel tại giải đua ô tô Công thức 1 Ý 2007

Sau khi Vettel không tham gia tại ba chặng đua sau giải đua ô tô Công thức 1 Hoa Kỳ của mùa giải Công thức 1 năm 2007, anh đã được Scuderia Toro Rosso cho ký hợp đồng tại giải đua ô tô Công thức 1 Hungary. Sau khi ký hợp đồng với Toro Rosso, anh đã chính thức thay thế Scott Speed cho phần còn lại của mùa giải. Ngoài ra, anh sẽ đua với đồng đội mới Vitantonio Liuzzi.
Tại giải đua ô tô Công thức 1 Nhật Bản hỗn loạn trên mặt đường đua ẩm ướt ở trường đua Fuji Speedway, Vettel đã gây chú ý khi đứng ở vị trí thứ ba và thậm chí có lúc dẫn đầu với chiếc xe Toro Rosso yếu kém hơn. Thế nhưng, trong giai đoạn xe an toàn, anh đã phải bỏ cuộc sau một pha va chạm với Mark Webber. Năm năm sau đó, Vettel nói rằng vụ va chạm này là lỗi sai lầm lớn nhất trong sự nghiệp của mình. Tại giải đua ô tô Công thức 1 Trung Quốc tiếp theo ẩm ướt ở trường đua Quốc tế Thượng Hải, Vettel xuất phát từ vị trí thứ 17 và về đích ở vị trí thứ tư với chiến thuật thông thái. Kết quả này cũng chính là kết quả tốt nhất trong sự nghiệp Công thức 1 của anh lẫn Toro Rosso cho đến thời điểm đó.
Sau khi mùa giải 2007 kết thúc, anh đứng ở vị trí thứ 14 với tổng cộng 6 điểm (1 điểm với BMW Sauber và 5 điểm với Toro Rosso).

##### 2008: Giành chiến thắng và vị trí pole đầu tiên trong sự nghiệp Công thức 1

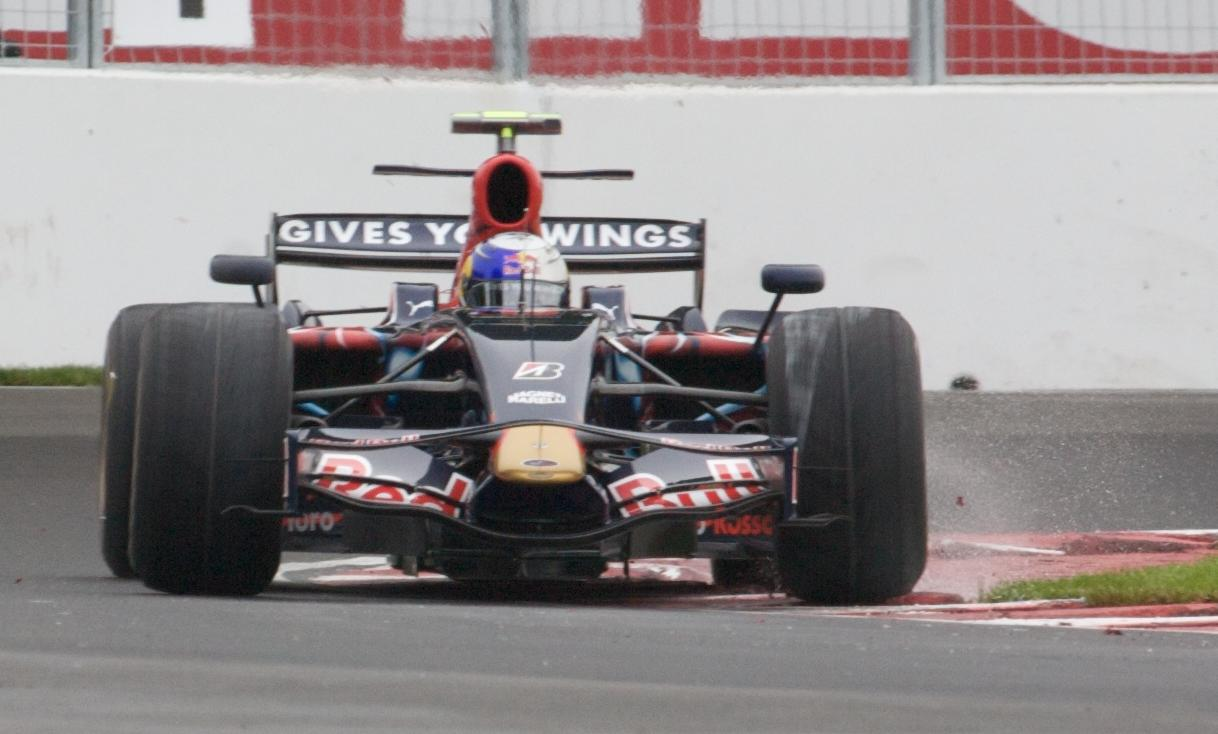
Vettel lái chiếc xe Toro Rosso tại giải đua ô tô Công thức 1 Canada 2008

Vettel tiếp tục đua cho Toro Rosso vào năm 2008.
Sau bốn chặng đua đầu tiên của mùa giải 2008, Vettel là tay đua duy nhất không thể hoàn thành một cuộc đua nào. Tại giải đua ô tô Công thức 1 Monaco, Vettel ghi điểm đầu tiên trong mùa giải này sau khi về đích ở vị trí thứ năm. Tại các chặng đua sau đó, Vettel thường xuyên gây ấn tượng với những màn trình diễn ổn định của mình và thường xuyên vượt mặt không chỉ đồng đội của mình mà còn cả đội cao cấp hơn Red Bull Racing.
Tại giải đua ô tô Công thức 1 Ý với thời tiết mưa lớn, anh đã giành vị trí pole lẫn chiến thắng đầu tiên trong sự nghiệp Công thức 1 của mình. Ở độ tuổi 21 tuổi 73 ngày, anh đã trở thành tay đua trẻ nhất giành vị trí pole trong lịch sử Công thức 1. Tại cuộc đua vào ngày hôm sau, Vettel đã giành được chiến thắng đầu tiên trong sự nghiệp Công thức 1 của mình và chiến thắng đó giúp anh trở thành tay đua giành chiến thắng một chặng đua Công thức 1 trẻ nhất cho đến ngày 15 tháng 5 năm 2016 khi Max Verstappen giành chiến thắng tại giải đua ô tô Công thức 1 Tây Ban Nha 2016 ở độ tuổi 18. Ngoài ra, đây cũng là chiến thắng đầu tiên và duy nhất trong lịch sử đội đua Scuderia Toro Rosso. Trong nửa sau của mùa giải, Vettel không chỉ gây ấn tượng với chiến thắng ở Ý mà còn bởi những màn trình diễn ổn định của anh. Tại chặng đua cuối cùng của mùa giải ở Brazil, anh lại gây sự chú ý sau khi về đích ở vị trí thứ tư.
Vettel kết thúc năm 2008 ở vị trí thứ tám trong bảng xếp hạng các tay đua với 35 điểm. Sau mùa giải này, anh được vinh danh là Tay đua tân binh (Rookie of the Year) của năm 2008 tại lễ trao giải của Autosport Awards.

#### Red Bull Racing (2009-2014)
2009: Á quân trẻ nhất trong lịch sử

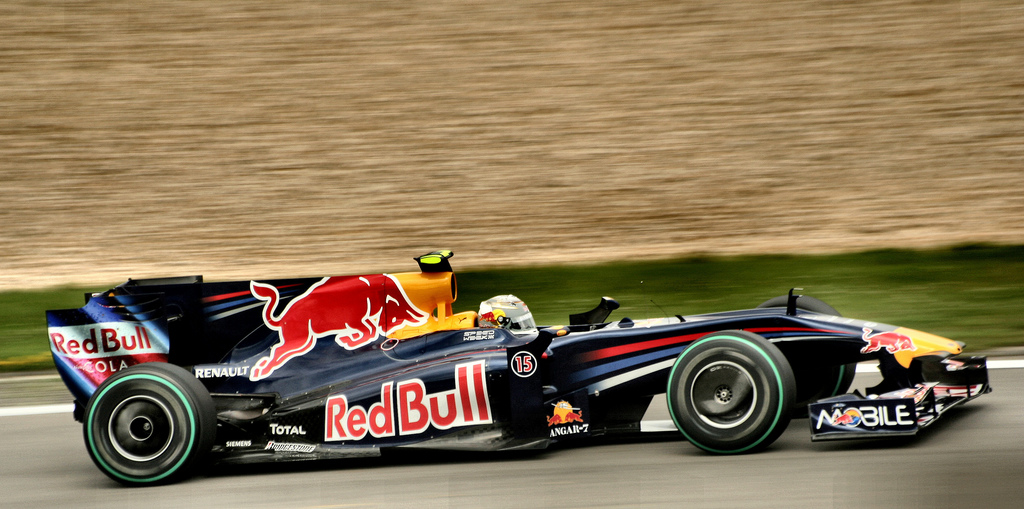
Vettel tại chặng đua quê nhà của mình vào năm 2009, giải đua ô tô Công thức 1 Đức

Vào giữa tháng 7 năm 2008, đội thấp cấp hơn Toro Rosso đã thông báo cùng Red Bull Racing rằng Vettel sẽ đua cùng với Mark Webber từ mùa giải 2009 trở đi do những màn trình diễn ấn tựong vào năm 2008. Anh chính thức thay thế tay đua vừa mới giải nghệ David Coulthard.
Tại chặng đua đầu tiên của mùa giải ở Úc, Vettel đụng độ với Robert Kubica để giành vị trí thứ hai khiến cả hai phải bỏ cuộc. Tại chặng đua thứ hai ở Malaysia với thời tiết ẩm ướt và mưa rào, Vettel cũng phải bỏ cuộc do bị mất lái trên mặt đường trơn. Tại chặng đua thứ ba của mùa giải ở Trung Quốc, anh đã giành được vị trí pole thứ hai trong sự nghiệp của mình tại vòng phân hạng. Ngoài ra, đây cũng là vị trí pole của anh với Red Bull Racing. Vào cuộc đua chính một ngày sau đó, anh đã giành chiến thắng thứ hai trong sự nghiệp của mình và đây cũng là chiến thắng đầu tiên của anh cho Red Bull Racing.
Những chặng sau đó thì Vettel tiếp tục thể hiện phong độ thất thường, anh giành chiến thắng ở GP Anh nhưng lại bỏ cuộc tới 3 chặng ở Monaco, Hungary và Valencia (GP Châu Âu) nên bị hụt hơi trong cuộc đua vô địch với Jenson Button.
Cuối mùa giải Vettel có được 2 chiến thắng ở Nhật Bản và Abu Dhabi. Chung cuộc anh giành ngôi Á quân. Ở thời điểm đó, Vettel chính là Á quân trẻ nhất trong lịch sử F1.
2010-2013: Vô địch 4 năm liên tiếp
Năm 2010, Vettel là tay đua nhanh nhất trong các buổi đua phân hạng, giành pole 10 lần. Nhưng vì nhiều lý do khác nhau mà Vettel không có kết quả tương xứng ở các cuộc đua chính. Vì thế mà anh không có được vị trí dẫn đầu bảng xếp hạng tổng cho đến trước chặng đua cuối cùng.
Vettel giành pole ở hai chặng đua đầu tiên song anh chỉ về đích thứ tư ở GP Bahrain do trục trặc bug, rồi phải bỏ cuộc ở GP Úc do bị hỏng phanh. Chặng đua thứ ba ở Malaysia, Vettel không giành pole nhưng đã có được chiến thắng đầu tiên trong mùa giải. Sau đó Vettel lại phung phí pole ở chặng đua thứ tư-GP Trung Quốc, chỉ xếp thứ sáu.
Ở GP Thổ Nhĩ Kỳ, Vettel lần thứ hai trong mùa phải bỏ cuộc sau cú va chạm với đồng đồng đội Mark Webber khi đang cố vượt lên dẫn đầu.
Chiến thắng pole-to-win đầu tiên trong mùa của Vettel là ở chặng 9-GP Châu Âu. Nhưng ngay sau đó lại là một chặng đua thất vọng ở GP Anh, anh xuất phát không tốt chỉ xếp thứ bảy chung cuộc. Ở chặng đua GP Bỉ, Vettel bị phạt nặng do lỗi gây tai nạn cho Jenson Button nên đã không có được điểm số nào.
Hi vọng vô địch của Vettel được thắp sáng bằng chiến thắng ở GP Nhật Bản rồi lại trở nên u ám sau GP Hàn Quốc, nơi anh phải bỏ cuộc vì hư động cơ khi đang dẫn đầu. Đây là thời điểm mà mùa giải 2020 chỉ còn 2 chặng đua nữa và Vettel vẫn chỉ đứng thứ tư trên bảng xếp hạng tổng, kém người dẫn đầu Fernando Alonso tới 25 điểm.
Kỳ tích đã xảy ra ở 2 chặng đua cuối cùng GP Brasil và GP Abu Dhabi. Vettel đã toàn thắng cả hai, tạo nên một trong những cuộc lội ngược dòng ngoạn mục nhất trong lịch sử, lần đầu lên ngôi vô địch thế giới. Vettel là tay đua thứ ba trong lịch sử sau John Surtes (1964) và James Hunt (1976) lên ngôi vô địch mà trước đó chưa từng dẫn đầu bảng xếp hạng tổng ở các chặng đua trước đó. Ở độ tuổi 23 tuổi 134 ngày, Vettel cũng lập kỷ lục tay đua trẻ nhất đoạt được chức vô địch.

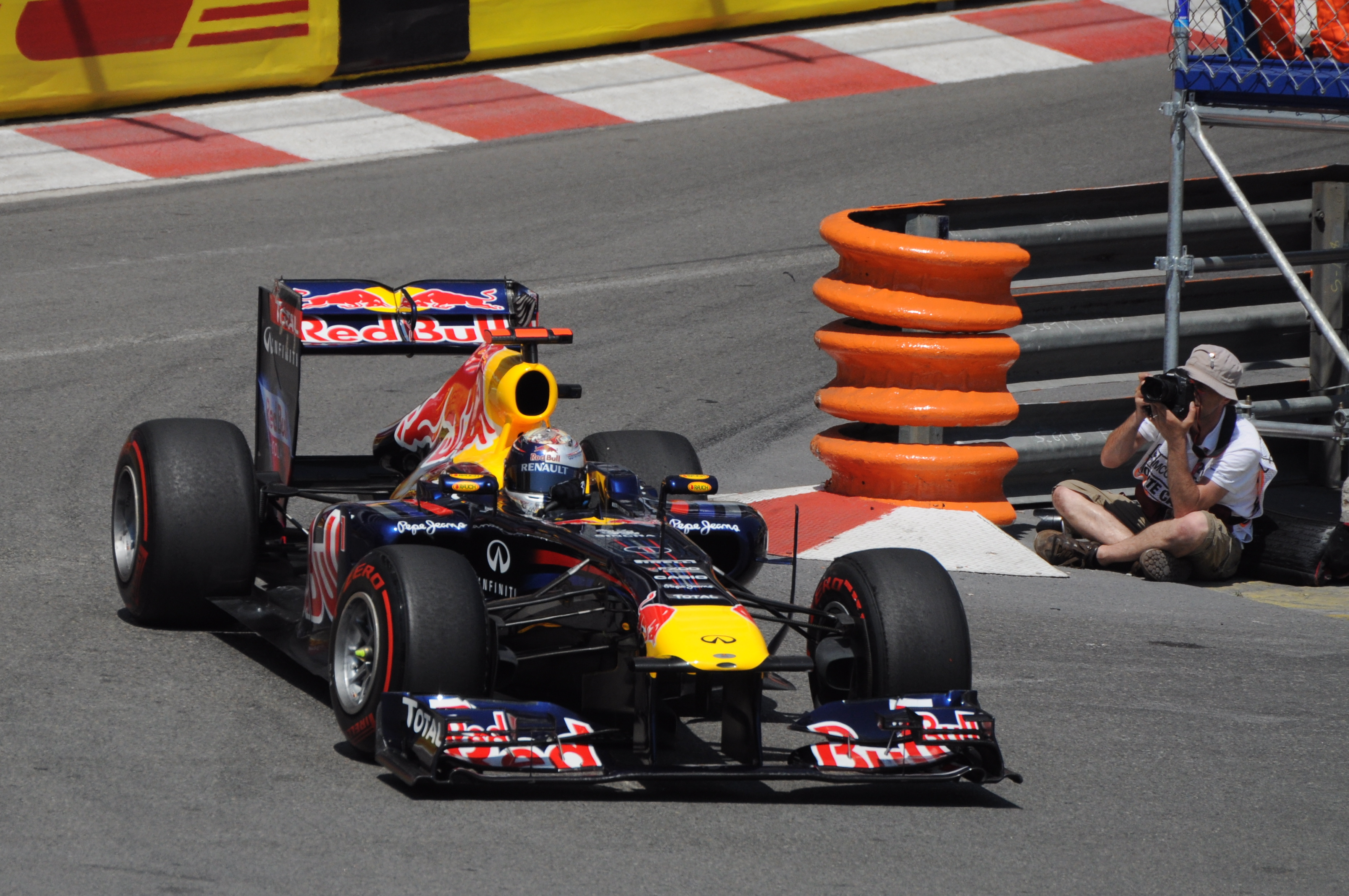
Vettel ở chặng đua GP Monaco 2011

Năm 2011 là năm mà Vettel thống trị từ đầu đến cuối. Tổng cộng anh có 15 lần giành được vị trí xuất phát đầu tiên (nhiều nhất trong sự nghiệp). Anh chỉ có một lần phải bỏ cuộc ở chặng đua GP Abu Dhabi và một lần khác không thể lên bục podium, không may đó lại là chặng đua trên sân nhà GP Đức. Tuy nhiên chặng đua thất vọng nhất của Vettel lại là ở GP Canada, nơi anh có pha mất lái khi đang dẫn đầu, để mất chiến thắng vào tay Jenson Button.
Tổng cộng với 17 lần podium trong đó có tới 11 chiến thắng, Vettel đã dễ dàng bảo vệ danh hiệu vô địch sớm trước 4 chặng đua ở GP Nhật Bản.
Năm 2012 Vettel thi đấu rất chật vật ở nửa đầu mùa giải. Anh chỉ có một lần giành chiến thắng ở GP Bahrain nhưng lại có tới 3 chặng đua không ghi được điểm số nào. Ở Malaysia Vettel bị tay đua Ấn Độ Narain Karthikeyan tông từ phía sau nên chỉ về đích thứ 11. Ở GP Châu Âu và GP Italia Vettel phải bỏ cuộc do bị hư máy phát điện. Ngoài ra thì ở chặng đua sân nhà GP Đức, Vettel bị phạt 20 giây do lỗi vượt ẩu Jenson Button nên bị tụt từ P2 xuống P5.
Những kết quả tệ hại đó khiến cho Vettel kết thúc 'mùa giải Châu Âu' với vị trí thứ tư trên bảng xếp hạng tổng, kém người dẫn đầu là Fernando Alonso tới 39 điểm.
Tuy nhiên phong độ mạnh mẽ ở các chặng đua ở Châu Á giúp cho Vettel xoay chuyển tình hình. Anh chiến thắng 4 chặng đua liên tiếp GP Singapore, GP Nhật Bản, GP Hàn Quốc và GP Ấn Độ giúp anh từ vị trí người bám đuổi trở thành người bị bám đuổi. Ở chặng đua châu Á cuối cùng của mùa giải-GP Abu Dhabi, Vettel xuất phát từ pitlane nhưng vẫn có thể lên podium.
Ở chặng đua áp chót-GP Mỹ, Vettel đã về nhì, tạo đưọc khoảng cách 13 điểm với đối thủ chính là Alonso. Kịch tính xảy ra ở chặng đua cuối cùng GP Brasil, Vettel bị tai nạn ở pha xuất phát. Rất may là anh vẫn kịp cán đích ở vị trí thứ sáu, chính thức đoạt chức vô địch thế giới lần thứ ba liên tiếp. Anh cũng trở thành tay đua thứ ba giành được ba chức vô địch liên tiếp, sau Juan Manuel Fangio và Schumacher. 

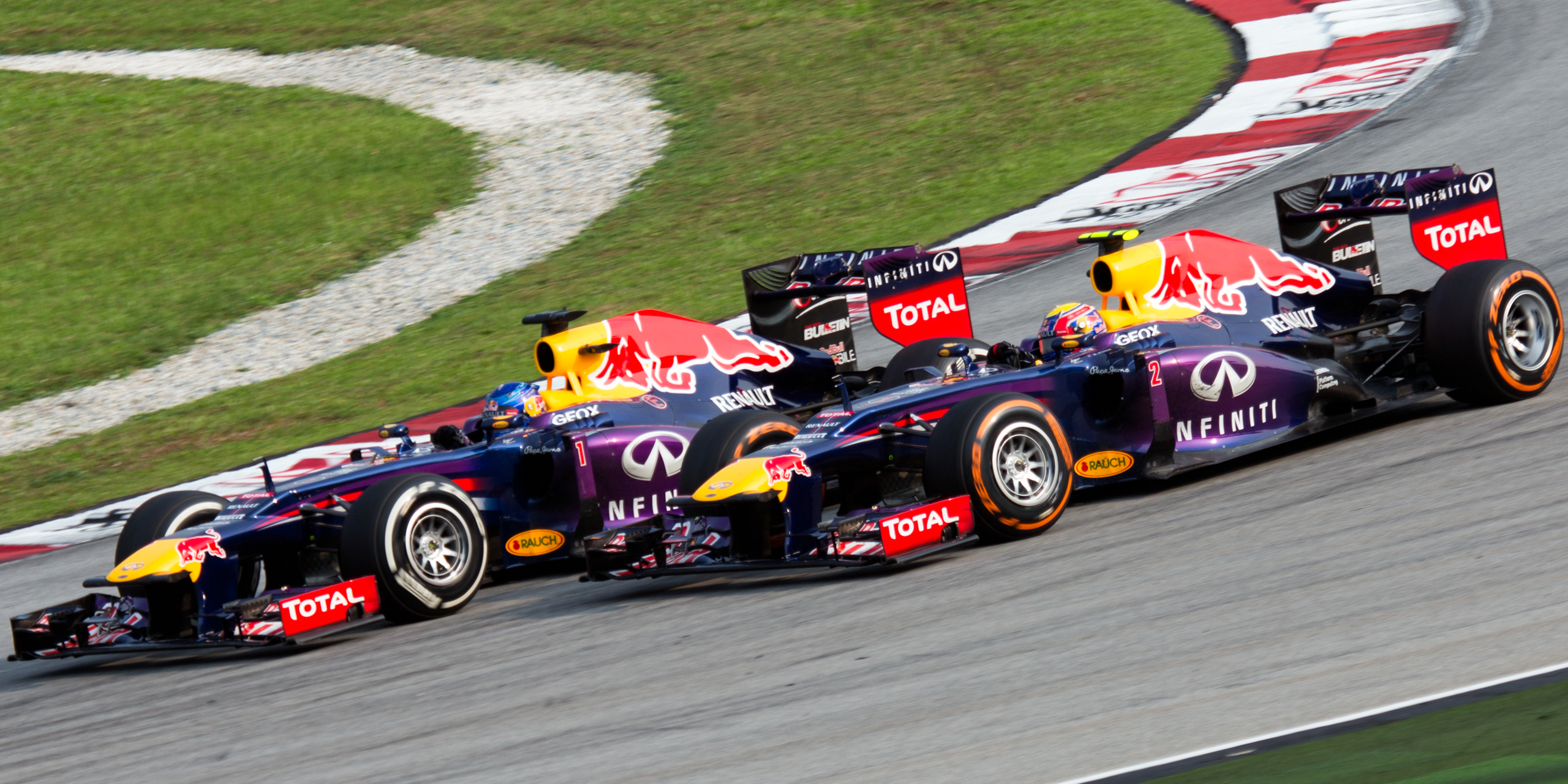
Pha vượt gây tranh cãi của Vettel trước đồng đội Mark Webber ở GP Malaysia 2013

Năm 2013, Vettel giành pole ở 2 chặng đua mở màn nhưng anh đều đua chính không quá tốt Ở Úc thì Vettel chỉ về đích thứ ba. Còn ở Malaysia, để giành được chiến thắng đầu tiên trong mùa giải Vettel đã có hành động không đẹp, anh phớt lờ chỉ đạo chiến thuật Multi-21 của đội đua Red Bull mà cố tình vượt đồng đội Mark Webber.
Mùa giải này Vettel có lần đầu tiên trong sự nghiệp giành được chiến thắng trên sân nhà GP Đức. Chặng đua trước đó ở GP Anh thì anh có lần duy nhất trong mùa giải phải bỏ cuộc.
Vettel thống trị hoàn toàn giai đoạn hai của mùa giải, toàn thắng cả 9 chặng đua nâng tổng số chiến thắng trong mùa giải của anh lên con số 13. Đây là mùa giải mà Vettel giành được nhiều chiến thắng nhất trong sự nghiệp. Anh chính thức đoạt chức vô địch lần thứ tư sau chiến thắng ở GP Ấn Độ.
2014: Sa sút phong độ
Năm 2014, Vettel chọn số 5 làm số xe cố định cho mình. Anh cũng có đồng đội mới là tay đua trẻ Daniel Ricciardo. Đây là mùa giải mà anh đã không thể hiện được đúng đẳng cấp của tay đua 4 lần vô địch và đã bị Ricciardo lấn lướt.
Đây cũng là mùa giải đầu tiên kể từ năm 2008 mà Vettel không có được chiến thắng nào (ngược lại thì Ricciardo giành được tới 3 chiến thắng), ngoài ra anh cũng trở thành nhà ĐKVĐ tiếp theo không thắng được chặng đua nào ở mùa giải bảo vệ danh hiệu vô địch kể từ Jacques Villeneuve năm 1998.
Kết quả tốt nhất của Vettel ở mùa giải này là một lần về nhì ở GP Singapore.

### Ferrari (2015-2020)
2015: Khởi đầu thuận lợi ở đội đua mới
Năm 2015, Vettel quyết định chuyển sang đội đua Scuderia Ferrrari để đi theo con đường của thần tượng Michael Schumacher. Ở đây anh làm đồng đội với Kimi Raikkonen trong suốt 4 năm (2015-2018). Hai người có được mối quan hệ khá tốt, không xảy ra mâu thuẫn nào. Còn về kết quả thi đấu thì Vettel áp đảo hoàn toàn Raikkonen.
Vettel cũng sớm tạo được ấn tượng tốt với các tifosi của Ferrari khi anh đã giành chiến thắng ngay ở chặng đua thứ hai-GP Malaysia. Trước kỳ nghỉ hè, Vettel có thêm một chiến thắng nữa ở Hungary.
Sang giai đoạn hai của mùa giải, Vettel lần đầu giành pole bằng xe Ferrrari ở GP Singapore và chiến thắng luôn chặng đua này.
Tổng kết mùa giải đầu tiên của Vettel cho Ferrari, anh có 3 chiến thắng, 13 podium, 1 pole, xếp thứ ba chung cuộc chỉ sau 2 tay đua Mercedes.
2016: Không có chiến thắng nào
Mùa giải 2016 Vettel không giành được chiến thắng nào. Chặng đua GP Bahrain là lần đầu tiên trong sự nghiệp Vettel không thể đua chính do bị hư động cơ ngay trước giờ đua chính. Ở hai chặng đua ở Trung Quốc và Nga thì Vettel đều có đụng độ với Daniil Kvyat. Ở Mexico, Vettel và Verstappen cạnh tranh podium quyết liệt đến mức cả hai đều bị phạt thời gian và cùng để mất podium vào tay Daniel Ricciardo, Verstappen bị phạt vì một lỗi cắt cua, còn Vettel bị phạt vì phòng thủ sai quy định trước Ricciardo.
2017–2018: Cạnh tranh chức vô địch, khởi đầu mạnh mẽ nhưng kết thúc trong thất vọng

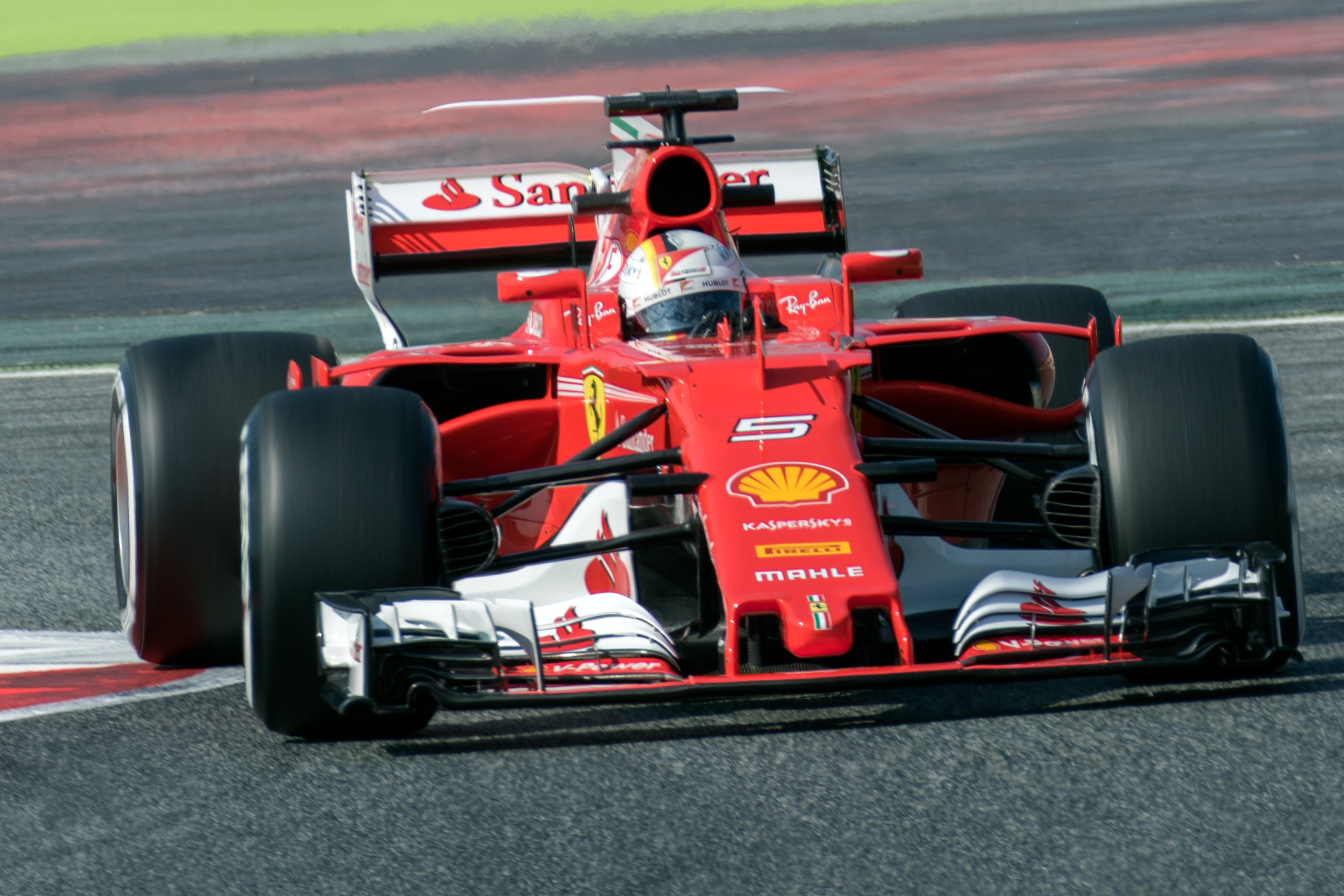
Vettel thử xe Ferrari trước mùa giải 2017

Sau khi  Nico Rosberg bất ngờ giải nghệ thì thế thống trị tuyệt đối của Mercedes bị phá vỡ. Vettel chính là tay đua không phải Mercedes đầu tiên có thể cạnh tranh chức vô địch trong kỷ nguyên động cơ V6 Turbo (kể từ năm 2014).
Mùa giải 2017, Vettel có 3 chiến thắng (ở Úc, Bahrain và Monaco) và 3 lần về nhì ở 6 chặng đua đầu tiên. Kết quả đó giúp cho anh tạo được ưu thế khá lớn (25 điểm) với đối thủ cạnh tranh danh hiệu Lewis Hamilton.
Có điều ở bốn chặng đua sau đó Vettel chỉ có một lần lên podium nên anh đã bị Hamilton rút ngắn khoảng cách xuống chỉ còn 1 điểm. Khoảng cách lại được nới lên thành 14 điểm sau khi Vettel chiến thắng chặng đua Hungary-chặng đua cuối cùng của giai đoạn một.
Đáng tiếc là ở giai đoạn hai của mùa giải, Vettel không còn giữ được phong độ cao. Anh giành được pole ở Singapore nhưng phải bỏ cuộc ngay ở pha xuất phát do gặp tai nạn liên hoàn với đồng đội Kimi Raikkonen và Max Verstappen. Ở GP Malaysia, Vettel bị hư xe không thể đua phân hạng. Trong cuộc đua chính anh cố gắng về đích ở vị trí thứ tư. Thảm họa lại xảy ra ở GP Nhật Bản khi anh phải bỏ cuộc sớm do bị hư động cơ. Ở GP Mexico, Vettel lại có ưu thế pole, tuy nhiên anh đánh mất ưu thế ngay ở pha xuất phát, chỉ có thể về đích thứ tư, ngậm ngùi nhìn đối thủ Hamilton chính thức lên vô địch trước 2 chặng đua.
Chiến thắng duy nhất của Vettel ở giai đoạn hai của mùa giải 2017 là ở chặng đua áp chót GP Brasil do đó đã không còn nhiều ý nghĩa.
Mùa giải 2018, Vettel bắt đầu mùa giải thậm chí còn mạnh mẽ hơn năm 2017. Lần thứ hai trong sự nghiệp anh giành được số điểm tuyệt đối ở 2 chặng đua đầu tiên. Riêng chặng đua ở Úc, đó là podium thứ 100 trong sự nghiệp của anh, đồng thời anh cũng trở thành người thứ ba trong lịch sử Công thức 1 đã dẫn đầu 3.000 vòng. Vettel tiếp tục chiến thắng chặng đua thứ hai Bahrain từ vị trí xuất phát đầu tiên.
Sau đó thì Vettel có thêm hai lần giành pole nữa ở chặng ba-Trung Quốc và chặng bốn-Azerbaijan song đều không thể lên podium. Cuối cuộc đua Azerbaijan, Vettel có cơ hội chiến thắng nhưng đã bỏ lỡ sau cú vượt lỗi Valtteri Bottas. Sau chặng đua này thì ngôi đầu bảng đã bị mất vào tay Hamilton.
Vettel giành lại ngôi đầu bảng bằng chiến thắng pole-to-win ở chặng sáu GP Canada, đây là chiến thắng lần thứ 50 trong sự nghiệp của anh, trở thành tay đua thứ tư đạt được cột mốc 50 chiến thắng trong sự nghiệp. Vettel lần thứ hai mất ngôi đầu bảng vào tay Lewis Hamilton ở chặng đua GP Pháp, rồi lại đòi lại nó ở chặng đua GP Anh. Ở cả hai chặng đua này Vettel đều có những cuộc đụng độ với Valtteri Bottas. Ở Pháp thì Vettel bị phạt lỗi gây tai nạn cho Bottas. Còn ở Anh Vettel đã vượt qua Bottas trong những vòng cuối cùng để giành chiến thắng.
Đó cũng là lần cuối cùng Vettel sở hữu vị trí dẫn đầu trên bảng xếp hạng tổng ở mùa giải 2018 bởi ở chặng đua trên sân nhà GP Đức anh đã phạm sai lầm nghiêm trọng, để tông rào khi đang dẫn đầu. Đối thủ Lewis Hamilton tận dụng tối đa cơ hội vừa giành chiến thắng, vừa giành luôn ngôi đầu bảng.
Cho đến cuối mùa giải, Vettel chỉ giành thêm một chiến thắng ở chặng đua GP Bỉ, đã không thể ngăn cản Hamilton vô địch sớm trước 2 chặng đua. Ở GP Italia, Vettel có pha va chạm với Hamilton khiến anh bị mất lái, sớm từ bỏ tham vọng chiến thắng. Điều tương tự xảy ra ở GP Nhật Bản, Vettel bị mất lái sau khi tình huống so kè với Max Verstappen.
2019–2020: Thất thế trước Charles Leclerc

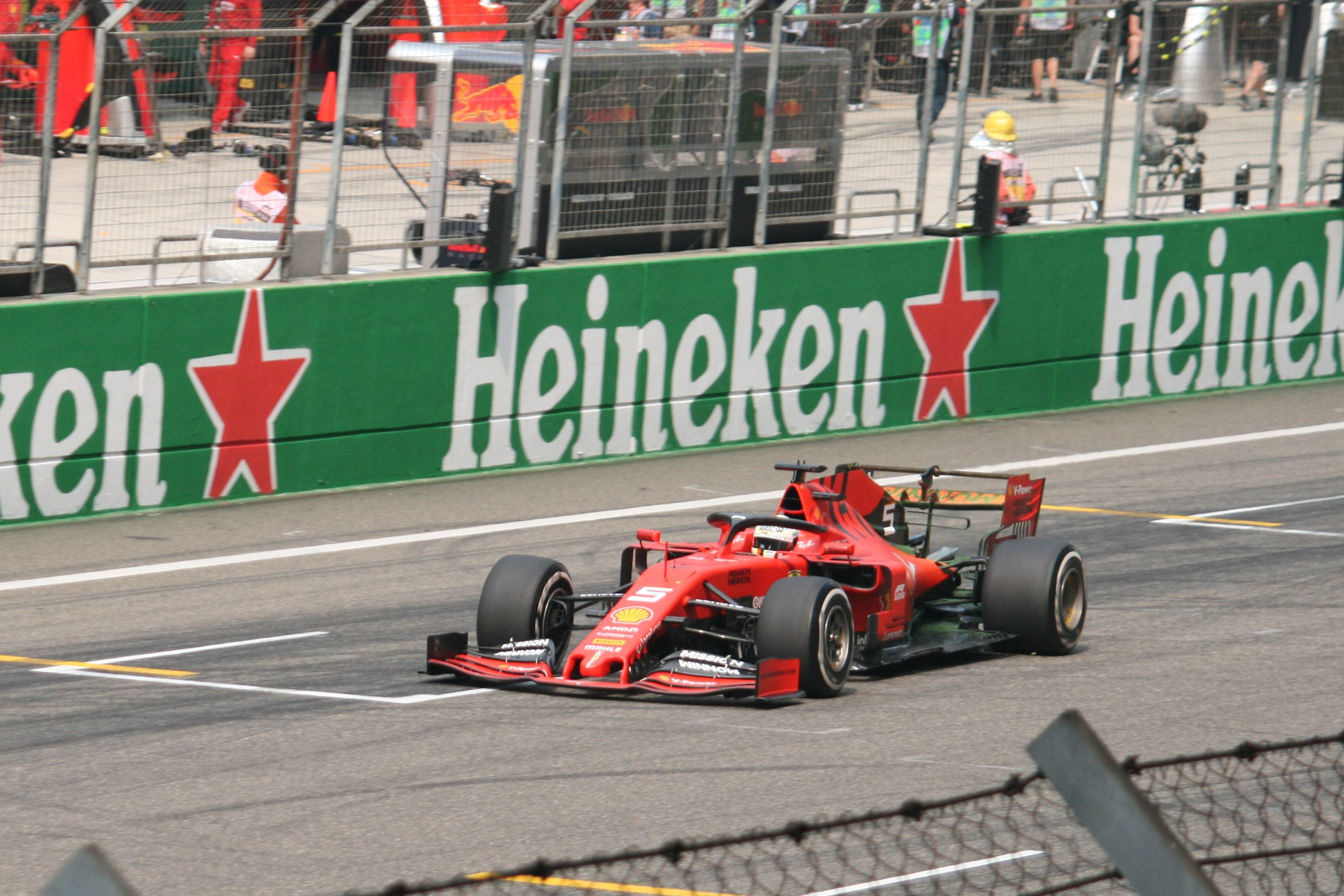
Vettel ở chặng đua GP Trung Quốc 2019

Năm 2019, Vettel có đồng đội mới là Charles Leclerc. Anh được đội đua Ferrari thực hiện chính sách ưu tiên hơn Leclerc với mục tiêu cuối cùng vẫn là giành được chức vô địch về cho Ferrari. Vettel khởi đầu mùa giải bằng vị trí thứ tư ở GP Úc. Ở chặng đua thứ hai GP Bahrain, Vettel có tình huống mất lái khi đang cố gắng tấn công Lewis Hamilton.
Tiếp theo anh có hai lần liên tiếp cán đích ở vị trí thứ ba ở Trung Quốc và Azerbaijan. Pole đầu tiên trong mùa giải của anh là ở chặng đua GP Canada. Trong cuộc đua chính, Vettel đã bảo vệ được vị trí dẫn đầu nhưng bị phạt 5 giây vì cua lỗi, nên đã bị mất chiến thắng vào tay Lewis Hamilton. Vettel tiếp tục đua không tốt ở GP Anh, anh gây tai nạn cho Max Verstappen nên bị phạt cộng 10 giây, có lần đầu tiên không ghi được điểm nào trong mùa giải.
Tuy nhiên Vettel đã kịp thời chuộc lỗi bằng cách tỏa sáng ở chặng đua ngay sau đó là chặng đua sân nhà GP Đức. Mặc dù không thể tham gia buổi đua phân hạng do bị hư động cơ nên phải xuất phát từ cuối đoàn đua nhưng trong cuộc đua chính, Vettel đã tận dụng tốt sự hỗn loạn thường thấy của một cuộc đua có mưa để leo lên vị trí thứ hai.
Ở phân hạng GP Ý, Vettel tỏ ra không hài lòng với cách chạy chiến thuật của đồng đội Leclerc. Còn trong cuộc đua chính thì anh lại có tình huống mất lái, trong lúc trở lại đường đua anh gây ra tai nạn cho Lance Stroll nên bị phạt dừng trong pitstop 10 giây và kết thúc ở vị trí thứ 13. Phải chờ đến chặng đua GP Singapore Vettel mới có lần đầu tiên giành chiến thắng trong mùa giải. Nhưng sau cuộc đua này đến lượt Charles Leclerc tỏ ra không hài lòng với chiến thuật của Ferrari.
Cuộc đua sau đó ở Nga, Vettel phối hợp tốt với Leclerc ở pha xuất phát để vượt lên dẫn đầu. Tuy nhiên, anh từ chối trả lại vị trí cho người đồng đội, sau đó lại bị hư xe phải bỏ cuộc ở vòng 28 . Vettel đã giành được vị trí pole ở Nhật Bản, nhưng  đã mắc lỗi xuất phát nên bị mất vị trí dẫn đầu vào tay Valtteri Bottas và chỉ có thể về nhì. Ở Mỹ, Vettel bỏ cuộc ngay từ vòng 7 do bị hư xe.
Ở GP Brasil, xung đột Vettel và Leclerc lên đến đỉnh điểm sau tình huống va chạm với nhau ở vòng 65 khiến cho cả hai cùng phải bỏ cuộc, đội trưởng Mattia Binotto nhận xét đây là một pha tai nạn ngớ ngẩn.
Khi mà mùa giải 2020 còn chưa kịp diễn ra vì đại dịch COVID-19, Ferrari thông báo quyết định không gia hạn hợp đồng với Vettel sau khi mùa giải 2020 kết thúc. Đây cũng là mùa giải mà Ferrari trở nên suy yếu nên cả Vettel và Leclerc đều không thể hiện được nhiều. Ở chặng đua thứ hai GP Styria, hai người lại xảy ra va chạm. Lần này thì Leclerc nhận hoàn toàn trách nhiệm.
Nhìn chung phong độ toàn mùa giải của Vettel kém hơn Leclerc rất nhiều, anh chỉ có một lần lên bục podium ở chặng đua GP Thổ Nhĩ Kỳ nhờ sai lầm của chính Leclerc. Vettel kết thúc mùa giải ở vị trí thứ 13, kết quả kém nhất của anh kể từ khi thi đấu F1.

### Aston Martin (2021-)

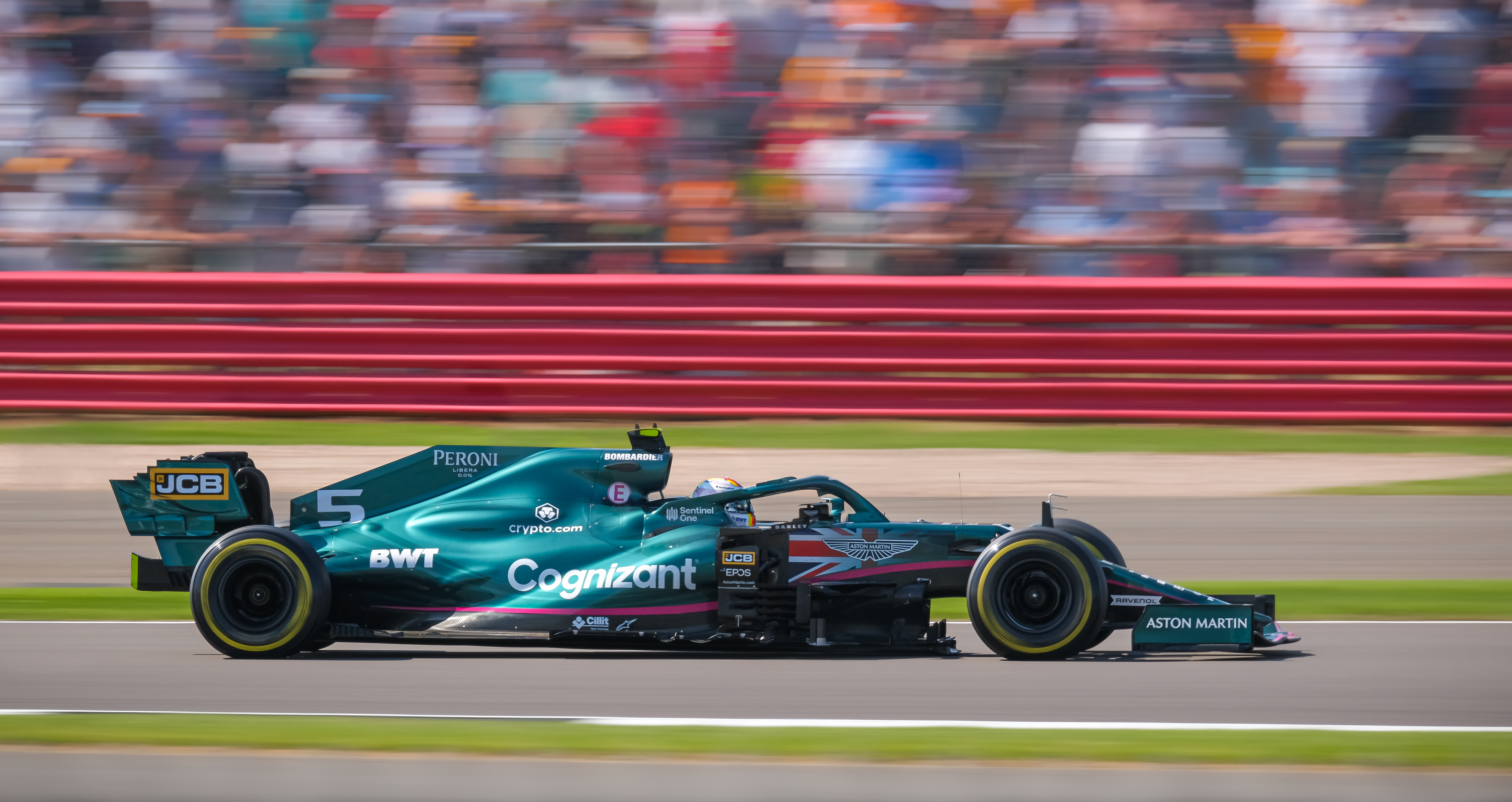
Vettel thi đấu cho Aston Martin ở chặng đua GP Anh 2021

Năm 2021, Vettel chuyển sang đội đua Aston Martin. Anh chính là tay đua đầu tiên mang về podium cho đội đua này ở chặng đua GP Azerbaijan 2021. Ở chặng đua GP Hungary 2021, Vettel cán đích ở vị trí thứ hai sau Esteban Ocon nhưng đã bị hủy kết quả do chiếc xe vi phạm quy định sử dụng nhiên liệu.

### Những dấu ấn khác ở F1
Mối quan hệ với gia đình Michael Schumacher
Trong những năm đầu tiên, Vettel thường được gọi là 'Baby Schumi' bởi thần tượng đua xe của anh là huyền thoại Michael Schumacher. Sự nghiệp của hai người cũng có nhiều điểm tương đồng, đơn cử như việc hai người cùng bắt đầu đua karting ở trường đua Kerpen karting ở gần thành phố Cologne. Sau đó hai người cũng bắt đầu sự nghiệp F1 từ vị trí của một tay đua dự bị (được chọn để đua thay một tay đua khác từ giữa mùa giải) và cùng giành được chiến thắng đầu tiên trong sự nghiệp ở mùa giải thứ hai (nhưng là mùa giải chính thức đầu tiên) của mình. Chức vô địch đầu tiên mà hai người giành được là ở mùa giải chính thức thứ ba.
Vettel cũng rất thân thiết với thần tượng của mình. Trước khi Schumacher gặp tai nạn trượt tuyết hồi cuối năm 2013, Vettel thường cùng Schumacher tham gia giải đua giao hữu Race Of Champions.
Việc Vettel chuyển sang Ferrari hồi năm 2014 cũng có ảnh hưởng từ Schumacher, Vettel từng nói rằng  "Khi tôi còn nhỏ, hình ảnh Michael Schumacher lái chiếc xe đua màu đỏ là ấn tượng lớn nhất của tôi và bây giờ thật vinh dự khi cuối cùng cũng có cơ hội lái một chiếc Ferrari."
Sau này Vettel cũng rất thân với con trai của Michael Schumacher là Mick Schumacher.
Thói quen thay đổi mũ bảo hiểm

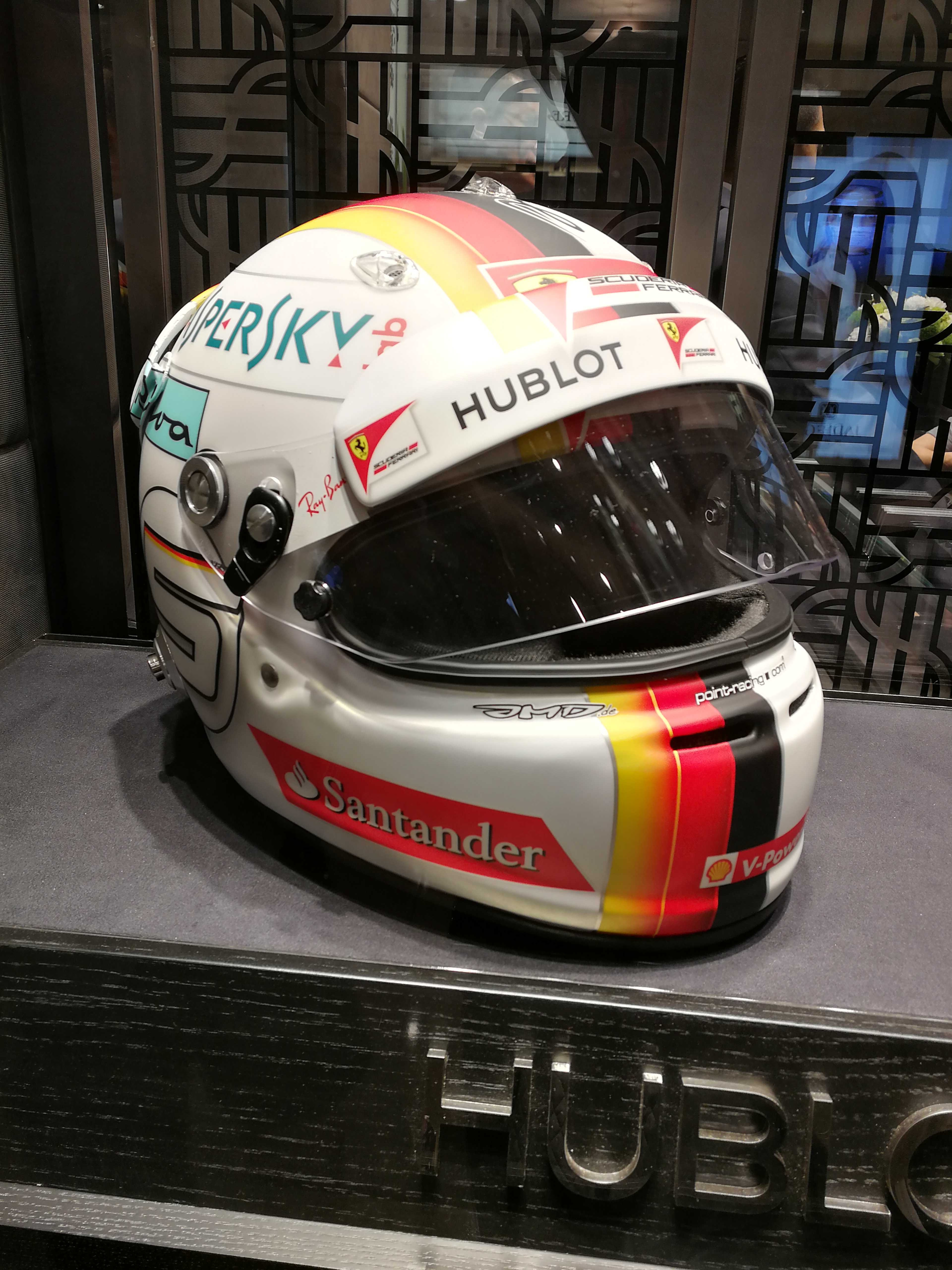
Chiếc nón bảo hiểm 2017 của Vettel

Ở giai đoạn đỉnh cao của sự nghiệp, Vettel rất thích thay đổi màu sắc nón bảo hiểm để kỷ niệm việc tham gia các chặng đua có ý nghĩa đặc biệt đối với anh. Chẳng hạn như chiếc nón bảo hiểm ở chặng đua GP Nhật Bản năm 2010 có màu trắng-đỏ đặc biệt, có dòng chữ kanji và hiragana  "chắp đôi cánh cho bạn ". Tính đến GP Ý năm 2012, Vettel đã sử dụng 50 mẫu nón bảo hiểm khác nhau. Anh không quên kỷ niệm sự kiện bằng một chiếc nón đặc biệt.
Vettel bắt đầu mùa giải năm 2013 bằng một chiếc nón để vinh danh Felix Baumgartner, người đã lập kỷ lục thế giới giải đấu Red Bull Stratos hồi tháng 10 năm 2012. Tính đến cuối mùa giải 2013, Vettel đã sử dụng 76 kiểu dáng mũ bảo hiểm khác nhau. Hãng nón bảo hiểm của Vettel khi đó là Arai tiết lộ Vettel có dự định thay nón mới sau mỗi lần chiến thắng.
Từ năm 2015, F1 thắt chặt quy định về màu sắc nón bảo hiểm nên Vettel không còn thay đổi nón bảo hiểm nhiều như trước. Những chiếc nón bảo hiểm độc đáo của Vettel ở giai đoạn sau này có thể liệt kê là chiếc nón bảo hiểm màu sắc Italia ở chặng đua GP Ý năm 2017, là chặng đua sân nhà của Ferrari. Sau khi Niki Lauda qua đời, Vettel tri ân ông bằng một chiếc nón đặc biệt ở chặng đua GP Monaco 2019.
Đặt tên riêng cho chiếc xe
Từ khi trở thành tay đua F1 chính thức (2008), Vettel có thói quen đặt cái tên nữ giới cho những chiếc xe F1 của mình, giống như những phi công ném bom thường đặt tên cho những chiếc máy bay mà họ lái.
Dưới đây là những chiếc xe của Vettel và tên của chúng những mùa giải vừa qua:
| Mùa giải | Tên chính thức của chiếc xe | Tên gọi riêng do Vettel tự đặt |
| -------- | --------------------------- | ------------------------------ |
| 2008     | Toro Rosso STR3             | Julie                          |
| 2009     | Red Bull RB5                | Kate Kate's Dirty Sister       |
| 2010     | Red Bull RB6                | Luscious Liz Randy Mandy       |
| 2011     | Red Bull RB7                | Kinky Kylie                    |
| 2012     | Red Bull RB8                | Abbey                          |
| 2013     | Red Bull RB9                | Hungry Heidi                   |
| 2014     | Red Bull RB10               | Suzie                          |
| 2015     | Ferrari SF15-T              | Eva                            |
| 2016     | Ferrari SF16-H              | Margherita                     |
| 2017     | Ferrari SF70H               | Gina                           |
| 2018     | Ferrari SF71H               | Loria                          |
| 2019     | Ferrari SF90                | Lina                           |
| 2020     | Ferrari SF1000              | Lucilla                        |
| 2021     | Aston Martin AMR21          | Honey Ryder                    |

## Cuộc sống cá nhân

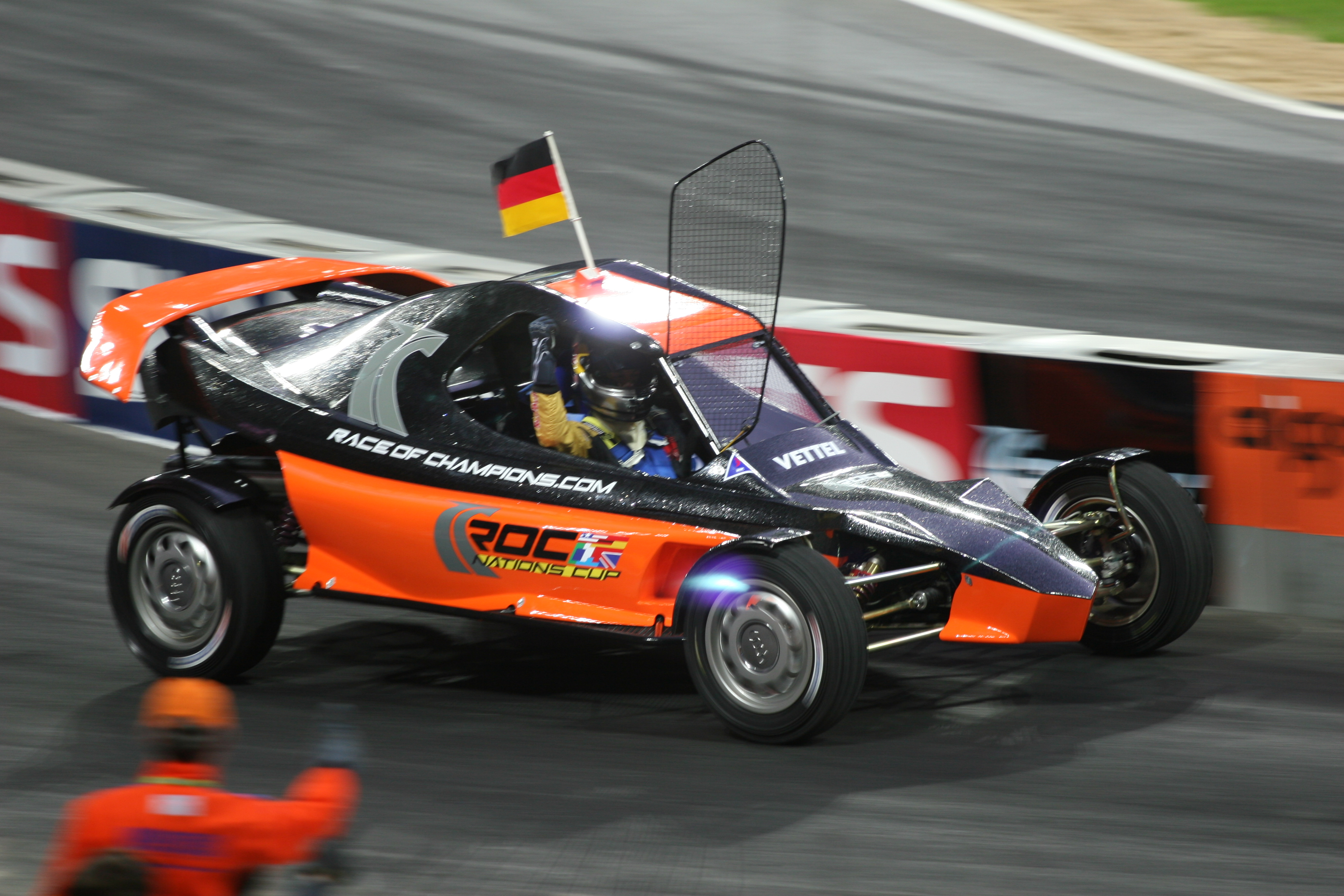
Sebastian Vettel tham gia giải 2007 Race of Champions

Vettel sinh ngày 3 tháng 7 năm 1987 tại Heppenheim, Tây Đức. Cha mẹ anh tên Norbert và Heike Vettel. Anh có một người anh/em trai, Fabian, cũng đi theo nghiệp đua xe và hai chị/em gái: Melanie, một kỹ thuật viên nha khoa, và Stefanie, một nhà vật lý trị liệu cho trẻ em khuyết tật.
Vettel hiện đang sống ở Thurgau, Thụy Sĩ. Anh đã kết hôn với người bạn thời thơ ấu Hanna Prater trong một buổi lễ riêng tư vào đầu năm 2019. Họ đã có 3 con tên Emilie, sinh tháng 1 năm 2014; Matilda, sinh tháng 9 năm 2015; và một con trai, sinh vào tháng 11 năm 2019.
Trong một cuộc phỏng vấn, Vettel tiết lộ anh học rất "tệ" ở trường, nhưng anh vẫn có thể thi đỗ vào trường Abitur tại Heppenheim's Starkenburg-Gymnasium với một điểm số đáng nể. Ngoài tiếng Đức mẹ đẻ, Vettel còn nói được tiếng Anh, Pháp và Ý. Anh cũng hiểu được một ít tiếng Phần Lan để trao đổi với Kimi Raikkonen, người đồng đội ăn ý nhất của mình.
Vettel thích cuộc sống riêng tư, đang sống ở vùng ngoại ô, yêu thích công việc làm vườn và không hề hứng thú với mạng xã hội. Tuy nhiên là một trong những tay đua thành công nhất nên Vettel thuộc nhóm vận động viên có thu nhập cao nhất thế giới. Năm 2016, Forbes ước tính thu nhập của anh là 41 triệu đô la, đứng thứ 19 trong danh sách các vận động viên kiếm được nhiều tiến nhất thế giới.
Những thần tượng thời thơ ấu của anh là "Bộ ba Michael" - Michael Schumacher, Michael Jordan và Michael Jackson. Anh ấy nói rằng anh từng muốn trở thành một ca sĩ như Jackson, nhưng sớm nhận ra mình không có năng khiếu ca hát. Vettel cũng là một fan hâm mộ của The Beatles, đã sưu tập một số đĩa hát, bao gồm Abbey Road và bài hát yêu thích của anh là "Drive My Car". Trong một cuộc phỏng vấn trên Top Gear, Vettel nói rằng anh rất thích các bộ phim hài của Anh như Little Britain và Monty Python's Life of Brian.
Vettel là một fan hâm mộ của câu lạc bộ Eintracht Frankfurt và đội tuyển bóng đá quốc gia Đức. Vettel cũng là thành viên tích cực của đội bóng F1 tham gia các trận giao hữu trước các chặng đua GP Monaco.
Từ khi chuyển lên đua F1 thì Vettel không tham gia giải đua xe nào khác trừ giải đua Race of Champions, đây chỉ là một giải đấu mang tính giao hữu. Trước khi Michael Schumacher gặp tai nạn trượt tuyết thì Vettel thường đua cặp với thần tượng của mình trong màu áo đội tuyển đua xe Đức.

## Thống kê thành tích

### Thành tích ở các giải Karting
| Năm    | Giải đua                                | Đội đua                  | Hạng |
| ------ | --------------------------------------- | ------------------------ | ---- |
| 1997   | DMV Goldpokal — Bambini B               | KSN                      | 7th  |
| 1997   | DMV Bundesmeisterschaft — Bambini B     | KSN                      | 1st  |
| 1997   | DMV Landesmeisterschaft Süd — Bambini B | KSN                      | 1st  |
| 1997   | NRW Cup — Bambini B                     | KSN                      | 1st  |
| 1998   | DMV Winterpokal — Cadet and Bambini     | KSN                      | 4th  |
| 1998   | NRW Cup — Bambini A                     | KSN                      | 1st  |
| 1998   | DMV Landesmeisterschaft Süd — Bambini A | KSN                      | 1st  |
| 1999   | Torneo Industrie Open — 100 Junior      |                          | 3rd  |
| 2000   | Monaco Kart Cup — ICA Junior            |                          | 22nd |
| 2000   | Trofeo Andrea Margutti — 100 Junior     |                          | 7th  |
| 2000   | Green Helmet Trophy — Cadet             |                          | 7th  |
| 2000   | German Karting Championship — Junior    |                          | 5th  |
| 2001   | South Garda Winter Cup — ICA Junior     |                          | 3rd  |
| 2001   | Trofeo Andrea Margutti — ICA Junior     | KSN Racing               | 22nd |
| 2001   | Monaco Kart Cup — ICA Junior            |                          | 1st  |
| 2001   | European Championship — ICA Junior      |                          | 1st  |
| 2001   | German Karting Championship — Junior    |                          | 1st  |
| 2002   | European Championship — ICA             | KSN Official Racing Team | 6th  |
| 2002   | German Karting Championship — Senior    | KSN Official Racing Team | 10th |
| Nguồn: |                                         |                          |      |

### Tóm tắt sự nghiệp
| Năm    | Giải đua                       | Đội đua                                 | Số chặng | Chiến thắng | Pole | F/lap | Podium | Điểm | Hạng  |
| ------ | ------------------------------ | --------------------------------------- | -------- | ----------- | ---- | ----- | ------ | ---- | ----- |
| 2003   | Formula BMW ADAC               | Eifelland Racing                        | 19       | 5           | 5    | 4     | 12     | 216  | 2nd   |
| 2004   | Formula BMW ADAC               | ADAC Berlin-Brandenburg                 | 20       | 18          | 14   | 13    | 20     | 387  | 1st   |
| 2005   | Formula 3 Euro Series          | ASL Mücke Motorsport                    | 20       | 0           | 0    | 1     | 6      | 63   | 5th   |
| 2005   | Masters of Formula 3           | ASL Mücke Motorsport                    | 1        | 0           | 0    | 0     | 0      | N/A  | 11th  |
| 2005   | Spanish Formula 3 Championship | Racing Engineering                      | 1        | 0           | 0    | 0     | 1      | 8    | 15th  |
| 2005   | Macau Grand Prix               | ASM F3                                  | 1        | 0           | 0    | 0     | 1      | N/A  | 3rd   |
| 2006   | Formula 3 Euro Series          | ASM Formule 3                           | 20       | 4           | 1    | 5     | 9      | 75   | 2nd   |
| 2006   | Masters of Formula 3           | ASM Formule 3                           | 1        | 0           | 0    | 0     | 0      | N/A  | 6th   |
| 2006   | Formula Renault 3.5 Series     | Carlin Motorsport                       | 3        | 1           | 1    | 0     | 2      | 28   | 15th  |
| 2006   | Macau Grand Prix               | Carlin Motorsport                       | 1        | 0           | 0    | 0     | 0      | N/A  | 23rd  |
| 2007   | Formula Renault 3.5 Series     | Carlin Motorsport                       | 7        | 1           | 1    | 1     | 4      | 74   | 5th   |
| 2007   | Công thức 1                    | BMW Sauber F1 Team                      | 1        | 0           | 0    | 0     | 0      | 6    | 14th  |
| 2007   | Công thức 1                    | Scuderia Toro Rosso                     | 7        | 0           | 0    | 0     | 0      | 6    | 14th  |
| 2008   | Công thức 1                    | Scuderia Toro Rosso                     | 18       | 1           | 1    | 0     | 1      | 35   | 8th   |
| 2009   | Công thức 1                    | Red Bull Racing                         | 17       | 4           | 4    | 3     | 8      | 84   | 2nd   |
| 2010   | Công thức 1                    | Red Bull Racing                         | 19       | 5           | 10   | 3     | 10     | 256  | 1st   |
| 2011   | Công thức 1                    | Red Bull Racing                         | 19       | 11          | 15   | 3     | 17     | 392  | 1st   |
| 2012   | Công thức 1                    | Red Bull Racing                         | 20       | 5           | 6    | 6     | 10     | 281  | 1st   |
| 2013   | Công thức 1                    | Infiniti Red Bull Racing                | 19       | 13          | 9    | 7     | 16     | 397  | 1st   |
| 2014   | Công thức 1                    | Infiniti Red Bull Racing                | 19       | 0           | 0    | 2     | 4      | 167  | 5th   |
| 2015   | Công thức 1                    | Scuderia Ferrari                        | 19       | 3           | 1    | 1     | 13     | 278  | 3rd   |
| 2016   | Công thức 1                    | Scuderia Ferrari                        | 21       | 0           | 0    | 3     | 7      | 212  | 4th   |
| 2017   | Công thức 1                    | Scuderia Ferrari                        | 20       | 5           | 4    | 5     | 13     | 317  | 2nd   |
| 2018   | Công thức 1                    | Scuderia Ferrari                        | 21       | 5           | 5    | 3     | 12     | 320  | 2nd   |
| 2019   | Công thức 1                    | Scuderia Ferrari                        | 21       | 1           | 2    | 2     | 9      | 240  | 5th   |
| 2020   | Công thức 1                    | Scuderia Ferrari                        | 17       | 0           | 0    | 0     | 1      | 33   | 13th  |
| 2021   | Công thức 1                    | Aston Martin Cognizant Formula One Team | 22       | 0           | 0    | 0     | 1      | 43*  | 12th* |
| Nguồn: |                                |                                         |          |             |      |       |        |      |       |

* Mùa giải đang diễn ra

### Kết quả ở giải Formula BMW ADAC
| 2003   | Eifelland Racing             | HOC1 1 Ret | HOC1 2   | ADR 1   | ADR 2 1 | NÜR1 1 3 | NÜR1 2   | LAU 1 6 | LAU 2 7 | NOR 1 Ret | NOR 2 1 | NÜR2 1 10 | NÜR2 2   | NÜR3 1 | NÜR3 2  | A1R 1 6 | A1R 2 8 | ZAN 1 DNS | ZAN 2 3 | HOC2 1 3 | HOC2 2 1 | 2nd | 216 |
| 2004   | ADAC Berlin-Brandenburg e.V. | HOC1 1     | HOC1 2 1 | ADR 1 2 | ADR 2 1 | NÜR1 1   | NÜR1 2 3 | LAU 1   | LAU 2 1 | NOR 1     | NOR 2 1 | NÜR2 1    | NÜR2 2 1 | OSC 1  | OSC 2 1 | ZAN 1   | ZAN 2 1 | BRN 1     | BRN 2 1 | HOC2 1   | HOC2 2 1 | 1st | 387 |
| Nguồn: |                              |            |          |         |         |          |          |         |         |           |         |           |          |        |         |         |         |           |         |          |          |     |     |

### Kết quả ở giải Formula 3 Euro Series
| Năm    | Đội đua              | Khung            | Động cơ  | 1        | 2       | 3       | 4        | 5         | 6        | 7        | 8        | 9       | 10        | 11      | 12      | 13       | 14    | 15      | 16        | 17      | 18       | 19       | 20       | Hạng | Điểm |
| ------ | -------------------- | ---------------- | -------- | -------- | ------- | ------- | -------- | --------- | -------- | -------- | -------- | ------- | --------- | ------- | ------- | -------- | ----- | ------- | --------- | ------- | -------- | -------- | -------- | ---- | ---- |
| 2005   | ASL Mücke Motorsport | Dallara F305/011 | Mercedes | HOC 1 15 | HOC 2 5 | PAU 1 7 | PAU 2 11 | SPA 1 DSQ | SPA 2 13 | MON 1 18 | MON 2 17 | OSC 1 5 | OSC 2 5   | NOR 1 2 | NOR 2 4 | NÜR 1 11 | NÜR 2 | ZAN 1 2 | ZAN 2     | LAU 1 3 | LAU 2 15 | HOC 1 13 | HOC 2 3  | 5th  | 57   |
| 2006   | ASM Formule 3        | Dallara F305/059 | Mercedes | HOC 1 5  | HOC 2 1 | LAU 1 3 | LAU 2 6  | OSC 1 5   | OSC 2 14 | BRH 1 2  | BRH 2 7  | NOR 1 2 | NOR 2 Ret | NÜR 1   | NÜR 2 1 | ZAN 1 24 | ZAN 2 | CAT 1   | CAT 2 Ret | LMS 1 9 | LMS 2 9  | HOC 1 3  | HOC 2 12 | 2nd  | 75   |
| Nguồn: |                      |                  |          |          |         |         |          |           |          |          |          |         |           |         |         |          |       |         |           |         |          |          |          |      |      |

### Kết quả ở giải Formula Renault 3.5 Series
| Năm    | Đội đua           | 1       | 2       | 3     | 4       | 5       | 6       | 7       | 8         | 9         | 10    | 11    | 12    | 13    | 14    | 15    | 16    | 17    | Hạng | Điểm |
| ------ | ----------------- | ------- | ------- | ----- | ------- | ------- | ------- | ------- | --------- | --------- | ----- | ----- | ----- | ----- | ----- | ----- | ----- | ----- | ---- | ---- |
| 2006   | Carlin Motorsport | ZOL 1   | ZOL 2   | MON 1 | IST 1   | IST 2   | MIS 1 2 | MIS 2 1 | SPA 1 Ret | SPA 2 DNS | NÜR 1 | NÜR 2 | DON 1 | DON 2 | LMS 1 | LMS 2 | CAT 1 | CAT 2 | 15th | 28   |
| 2007   | Carlin Motorsport | MNZ 1 5 | MNZ 2 3 | NÜR 1 | NÜR 2 6 | MON 1 2 | HUN 1 4 | HUN 2 3 | SPA 1     | SPA 2     | DON 1 | DON 2 | MAG 1 | MAG 2 | EST 1 | EST 2 | CAT 1 | CAT 2 | 5th  | 74   |
| Nguồn: |                   |         |         |       |         |         |         |         |           |           |       |       |       |       |       |       |       |       |      |      |

### Kết quả ở Giải đua xe Công thức 1
| Năm    | Đội đua                        | Khung              | Động cơ                         | 1       | 2       | 3       | 4       | 5      | 6       | 7       | 8       | 9       | 10      | 11      | 12     | 13      | 14      | 15      | 16      | 17      | 18      | 19      | 20      | 21      | 22     | Hạng  | Điểm |
| ------ | ------------------------------ | ------------------ | ------------------------------- | ------- | ------- | ------- | ------- | ------ | ------- | ------- | ------- | ------- | ------- | ------- | ------ | ------- | ------- | ------- | ------- | ------- | ------- | ------- | ------- | ------- | ------ | ----- | ---- |
| 2006   | BMW Sauber F1 Team             | BMW Sauber F1.06   | BMW P86 2.4 V8                  | BHR     | MAL     | AUS     | SMR     | EUR    | ESP     | MON     | GBR     | CAN     | USA     | FRA     | GER    | HUN     | TUR TD  | ITA TD  | CHN TD  | JPN TD  | BRA TD  |         |         |         |        | –     | –    |
| 2007   | BMW Sauber F1 Team             | BMW Sauber F1.07   | BMW P86/7 2.4 V8                | AUS TD  | MAL TD  | BHR     | ESP     | MON    | CAN     | USA 8   | FRA     | GBR     | EUR     |         |        |         |         |         |         |         |         |         |         |         |        | 14th  | 6    |
| 2007   | Scuderia Toro Rosso            | Toro Rosso STR2    | Ferrari 056 2.4 V8              |         |         |         |         |        |         |         |         |         |         | HUN 16  | TUR 19 | ITA 18  | BEL Ret | JPN Ret | CHN 4   | BRA Ret |         |         |         |         |        | 14th  | 6    |
| 2008   | Scuderia Toro Rosso            | Toro Rosso STR2B   | Ferrari 056 2.4 V8              | AUS Ret | MAL Ret | BHR Ret | ESP Ret | TUR 17 |         |         |         |         |         |         |        |         |         |         |         |         |         |         |         |         |        | 8th   | 35   |
| 2008   | Scuderia Toro Rosso            | Toro Rosso STR3    | Ferrari 056 2.4 V8              |         |         |         |         |        | MON 5   | CAN 8   | FRA 12  | GBR Ret | GER 8   | HUN Ret | EUR 6  | BEL 5   | ITA 1   | SIN 5   | JPN 6   | CHN 9   | BRA 4   |         |         |         |        | 8th   | 35   |
| 2009   | Red Bull Racing                | Red Bull RB5       | Renault RS27-2009 2.4 V8        | AUS 13† | MAL 15† | CHN 1   | BHR 2   | ESP 4  | MON Ret | TUR 3   | GBR 1   | GER 2   | HUN Ret | EUR Ret | BEL 3  | ITA 8   | SIN 4   | JPN 1   | BRA 4   | ABU 1   |         |         |         |         |        | 2nd   | 84   |
| 2010   | Red Bull Racing                | Red Bull RB6       | Renault RS27-2010 2.4 V8        | BHR 4   | AUS Ret | MAL 1   | CHN 6   | ESP 3  | MON 2   | TUR Ret | CAN 4   | EUR 1   | GBR 7   | GER 3   | HUN 3  | BEL 15  | ITA 4   | SIN 2   | JPN 1   | KOR Ret | BRA 1   | ABU 1   |         |         |        | 1st   | 256  |
| 2011   | Red Bull Racing                | Red Bull RB7       | Renault RS27-2011 2.4 V8        | AUS 1   | MAL 1   | CHN 2   | TUR 1   | ESP 1  | MON 1   | CAN 2   | EUR 1   | GBR 2   | GER 4   | HUN 2   | BEL 1  | ITA 1   | SIN 1   | JPN 3   | KOR 1   | IND 1   | ABU Ret | BRA 2   |         |         |        | 1st   | 392  |
| 2012   | Red Bull Racing                | Red Bull RB8       | Renault RS27-2012 2.4 V8        | AUS 2   | MAL 11  | CHN 5   | BHR 1   | ESP 6  | MON 4   | CAN 4   | EUR Ret | GBR 3   | GER 5   | HUN 4   | BEL 2  | ITA 22† | SIN 1   | JPN 1   | KOR 1   | IND 1   | ABU 3   | USA 2   | BRA 6   |         |        | 1st   | 281  |
| 2013   | Infiniti Red Bull Racing       | Red Bull RB9       | Renault RS27-2013 2.4 V8        | AUS 3   | MAL 1   | CHN 4   | BHR 1   | ESP 4  | MON 2   | CAN 1   | GBR Ret | GER 1   | HUN 3   | BEL 1   | ITA 1  | SIN 1   | KOR 1   | JPN 1   | IND 1   | ABU 1   | USA 1   | BRA 1   |         |         |        | 1st   | 397  |
| 2014   | Infiniti Red Bull Racing       | Red Bull RB10      | Renault Energy F1‑2014 1.6 V6 t | AUS Ret | MAL 3   | BHR 6   | CHN 5   | ESP 4  | MON Ret | CAN 3   | AUT Ret | GBR 5   | GER 4   | HUN 7   | BEL 5  | ITA 6   | SIN 2   | JPN 3   | RUS 8   | USA 7   | BRA 5   | ABU 8   |         |         |        | 5th   | 167  |
| 2015   | Scuderia Ferrari               | Ferrari SF15-T     | Ferrari 060 1.6 V6 t            | AUS 3   | MAL 1   | CHN 3   | BHR 5   | ESP 3  | MON 2   | CAN 5   | AUT 4   | GBR 3   | HUN 1   | BEL 12† | ITA 2  | SIN 1   | JPN 3   | RUS 2   | USA 3   | MEX Ret | BRA 3   | ABU 4   |         |         |        | 3rd   | 278  |
| 2016   | Scuderia Ferrari               | Ferrari SF16-H     | Ferrari 061 1.6 V6 t            | AUS 3   | BHR DNS | CHN 2   | RUS Ret | ESP 3  | MON 4   | CAN 2   | EUR 2   | AUT Ret | GBR 9   | HUN 4   | GER 5  | BEL 6   | ITA 3   | SIN 5   | MAL Ret | JPN 4   | USA 4   | MEX 5   | BRA 5   | ABU 3   |        | 4th   | 212  |
| 2017   | Scuderia Ferrari               | Ferrari SF70H      | Ferrari 062 1.6 V6 t            | AUS 1   | CHN 2   | BHR 1   | RUS 2   | ESP 2  | MON 1   | CAN 4   | AZE 4   | AUT 2   | GBR 7   | HUN 1   | BEL 2  | ITA 3   | SIN Ret | MAL 4   | JPN Ret | USA 2   | MEX 4   | BRA 1   | ABU 3   |         |        | 2nd   | 317  |
| 2018   | Scuderia Ferrari               | Ferrari SF71H      | Ferrari 062 EVO 1.6 V6 t        | AUS 1   | BHR 1   | CHN 8   | AZE 4   | ESP 4  | MON 2   | CAN 1   | FRA 5   | AUT 3   | GBR 1   | GER Ret | HUN 2  | BEL 1   | ITA 4   | SIN 3   | RUS 3   | JPN 6   | USA 4   | MEX 2   | BRA 6   | ABU 2   |        | 2nd   | 320  |
| 2019   | Scuderia Ferrari               | Ferrari SF90       | Ferrari 064 1.6 V6 t            | AUS 4   | BHR 5   | CHN 3   | AZE 3   | ESP 4  | MON 2   | CAN 2   | FRA 5   | AUT 4   | GBR 16  | GER 2   | HUN 3  | BEL 4   | ITA 13  | SIN 1   | RUS Ret | JPN 2   | MEX 2   | USA Ret | BRA 17† | ABU 5   |        | 5th   | 240  |
| 2020   | Scuderia Ferrari               | Ferrari SF1000     | Ferrari 065 1.6 V6 t            | AUT 10  | STY Ret | HUN 6   | GBR 10  | 70A 12 | ESP 7   | BEL 13  | ITA Ret | TUS 10  | RUS 13  | EIF 11  | POR 10 | EMI 12  | TUR 3   | BHR 13  | SKH 12  | ABU 14  |         |         |         |         |        | 13th  | 33   |
| 2021   | Aston Martin Cognizant F1 Team | Aston Martin AMR21 | Mercedes-AMG F1 M12 1.6 V6 t    | BHR 15  | EMI 15† | POR 13  | ESP 13  | MON 5  | AZE 2   | FRA 9   | STY 12  | AUT 17† | GBR Ret | HUN DSQ | BEL 5‡ | NED 13  | ITA 12  | RUS 12  | TUR 18  | USA 10  | MXC 7   | SAP 11  | QAT 10  | SAU Ret | ABU 11 | 12th* | 43*  |
| Nguồn: |                                |                    |                                 |         |         |         |         |        |         |         |         |         |         |         |        |         |         |         |         |         |         |         |         |         |        |       |      |

* Mùa giải đang diễn ra.

### Các kỷ lục ở giải đua xe Công thức 1
Vettel đang nắm giữ các kỷ lục sau:
| Kỷ lục                                                                | Kỷ lục            | Thời điểm lập kỷ lục                                                                                       | Ref     |
| --------------------------------------------------------------------- | ----------------- | --- | ------- |
| Tay đua lên podium nhiều nhất trong một mùa giải                      | 17                | 2011 | [ 93 ]  |
| Tay đua chiến thắng nhiều nhất trong một mùa giải                     | 13                | 2013 | [ 94 ]  |
| Tay đua giành pole nhiều nhất trong một mùa giải                      | 15                | 2011 | [ 95 ]  |
| Dẫn đầu nhiều vòng nhất trong một mùa giải                            | 739               | 2011 | [ 96 ]  |
| Chiến thắng liên tục dài nhất                                         | 9                 | Chặng đua GP Bỉ 2013 – 2013 Brazilian Grand Prix                                                           | [ 97 ]  |
| Nhiều chiến thắng Grand Slam nhất                                     | 2                 | 2013 Singapore Grand Prix and 2013 Korean Grand Prix                                                       | [ 98 ]  |
| Nhiều chiến thắng pole-to-win nhất trong một mùa giải                 | 9                 | 2011 | [ 99 ]  |
| Tay đua trẻ nhất giành pole                                           | 21 tuổi, 72 ng    | Chặng đua GP Italia 2008 (13 Tháng chín 2008)                                                              | [ 100 ] |
| Tay đua trẻ nhất chiến thắng pole-to-win                              | 21 tuổi, 73 ngày  | Chặng đua GP Italia 2008 (14 Tháng chín 2008)                                                              | [ 101 ] |
| Tay đua trẻ nhất chiến thắng Hatrick (pole, fastest-lap, chiến thắng) | 21 tuổi, 353 ngày | Chặng đua GP Anh 2009 (21 Tháng sáu 2009)                                                                  | [ 101 ] |
| Tay đua trẻ nhất giành chức vô địch                                   | 23 tuổi, 134 ngày | 2010 season (14 Tháng mười một 2010)                                                                       | [ 102 ] |
| Tay đua trẻ nhất giành ngôi Á quân                                    | 22 tuổi, 121 ngày | 2009 season (1 Tháng mười một 2009)                                                                        | [ 103 ] |
| Bị phạt lẹ nhất                                                       | 6 giây            | Chặng đua GP Thổ Nhĩ Kỳ 2006 (25 Tháng tám 2006) (6 seconds into his career, for speeding in the pit lane) | [ 101 ] |

Chú thích
1. ↑  Record shared with Lewis Hamilton and Michael Schumacher, although Schumacher did so with fewer total races in the season (2002).
2. ↑  Record shared with Michael Schumacher, although Schumacher did so with fewer total races in the season (2004).
3. ↑  Record shared with Alberto Ascari (1952) and Jim Clark (1963).
4. ↑  Record shared with Nigel Mansell, although Mansell did so with fewer total races in the season (1992).